# Trhä
Trhä ist eine amerikanische Black-Metal-Band.

## Geschichte
Das Projekt wurde 2020 von Damián Antón Ojeda, der auch Musik im Rahmen von Sadness veröffentlicht und der für alle Instrumente zuständig ist, in den USA gegründet. Die Alben erscheinen sowohl digital im Selbstverlag als auch auf verschiedenen Trägermedien mit unterschiedlichen Partnern wie Canti Eretici Productions, Flowing Downward, GoatowaRex und Ixiol Productions.

## Stil
In nocleansinging.com steht zum Album Vat gëlénva!!! (2022) geschrieben, dass Melodien „an fernöstlichen rohen Black Metal“ erinnern und der Stil von Death-Metal-Einsätzen über US-Black-Metal bis hin Thrash Metal variiert. In metal.academy stand zum Album Nvenlanëg (2020) geschrieben, dass der „lo-fi atmospheric black metal“ vergleichbar zu Paysage D’Hiver ist.

## Diskografie (Auswahl)
nur Alben, ohne Split-Veröffentlichungen
- 2020: Nvenlanëg
- 2021: Endlhëtonëg
- 2022: Tálcunnana dëhajma tun dejl bënatsë abcul'han dlhenic ëlh inagat, jahadlhë adrhasha indauzglën nu dlhevusao ibajngra nava líeshtamhan ëf novejhan conetc danëctc qin, ëf tu dlhicadëtrhënna bë ablhundrhaba judjenan slhëtangrasë shidandlhamësë inqom
- 2022: Mã Héshiva õn dahh Khata trhândlha vand ëfd datnen Aghen Ecíës drhãtdlhan savd
- 2022: Vat gëlénva!!!
- 2022: Endlhëdëhaj qáshmëna ëlh vim innivte
- 2023: Lhum'ad'sejja
- 2023: §ºanΩë aglivajsamë cá nëlh¶iha i eddana pi¶e
- 2023: Alëce iΩic
- 2024: ∫um'ad∂ejja cavvaj
- 2025: ∫um'ad∂ejja ∫ervaj
- 2025: ∫um'ad∂ejja mºoravaj
- 2025: Ducel ëf ∂acet'asde§ den alëcaáhabna ë∫ igatenamëc. já sjaboj. já qá§mëna. ëmat'alsob nimëde eh enΩëcunnab nipi¶e